# World of Warcraft: Cataclysm
World of Warcraft: Cataclysm (срп. Свет Воркрафта: Катаклизма; позната као Cataclysm или Cata) је Близардова трећа експанзија за ММОРПГ игру World of Warcraft. Пуштен је у продају 7. децембра 2010. године и у прва 24 сата остварио је продају од 3.3 милиона примерака, чиме је овај додатак постао најбрже продавана игра за рачунар и оборила је прошли рекорд који је поставио други додатак Wrath of the Lich King 13. новембра 2008. године са проданих 2.8 милиона примерака.
Убрзо након објављивања 12. октобра 2010. Близард је спровео закрпу (енгл. Patch 4.0.1), који је тотално променио играчки систем од оригиналне игре.

## Начин игре

### Главне промене у игри
Са изласком Катаклизме (енгл. Cataclysm), максимални ниво који играч може да достигне је повећан са 80 на 85. Два главна континената, Калимдор и Источно Краљевство су редизајнирани са измењеним изгледом и неким новим областима Азеротха. Додата је нова професија Архелогија. Инскрипција је развила три нове врсте глифова. Такође су додате две нове расе по једна за сваку фракцију Воргени у Алијанси и Гобилини у Хорди. Главни градови фракција Огримар и Стормвинд су тотално редизајнирани и допуњени. Систем талената је постао тотално промењен од ове експанзије. Први таленат играчи ће освојити ако постигну ниво 10, следећи на 11 нивоу, а све до нивоа 80 на свака два играчка нивоа освојиће по један таленат. Од нивоа 81 до 85 нивоа осваја се таленат поен на сваком нивоу што збирно чини укупно 41 таленат поена. Талент поени дозвољавају играчу да унапреди свог играчког карактера.
Већина промена се десила са закрпом 4.0.1 која је додала све главне промене на играчком систему. Промене на континетима, изгледу игре и нове расе су додати са закрпом 4.0.3а, који представља почетак експанзије и пуштен је на сервере 23. новембра 2010.

## Катаклизма
Главни заплет приче у новој експанзији је повратак злог змаја Деатхвинг Дестројера (енгл. Deathwing the Destroyer) првобитно Нелтхарион Земљани Вардер (енгл. Neltharion the Earth Warder) који је последњи пут виђен у Воркрефту II а та прича је се одиграла пре више од две деценије. Деатхвинг је провео сво то време у лечењу рана од прошлих битака и планирајући свој ватрени повратак из дубина елементарне равни Деепхолм (енгл. Deepholm). Његов повратак је изазвао бришућу катаклизму која је изменила изглед Азеротха трајно.

### Дизајн околине
Једна од основних карактеристика Катаклизиме јесу редизајнирани континенти Источног Краљевства и Калимдора. Иако дизајн оригиналне игре није дозвољавао употребу летења у зонама "старог света", оне су потпуно редизајниране са могућношћу да играчи могу летети у новој експанзији.